# Mudanjiang

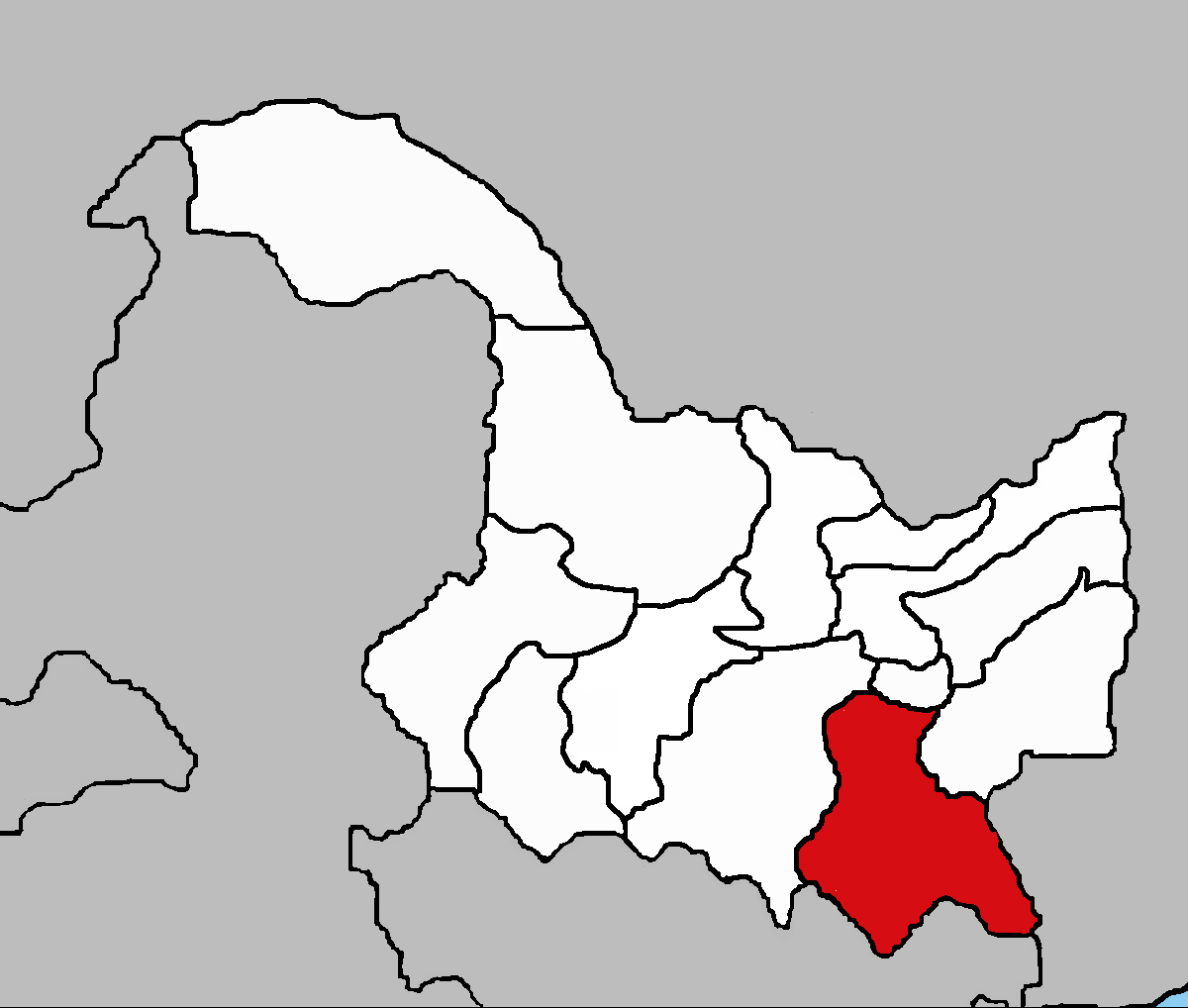
Mudanjiang

Mudanjiang ou Mutankiang (牡丹江) é uma cidade da província de Heilongjiang, na China. Localiza-se no sudeste da província nas margens do rio Mudan. Tem cerca de 834 mil habitantes. Era um pequeno povoado no início do século XX, tendo se desenvolvido com a chegada da ferrovia em 1908.

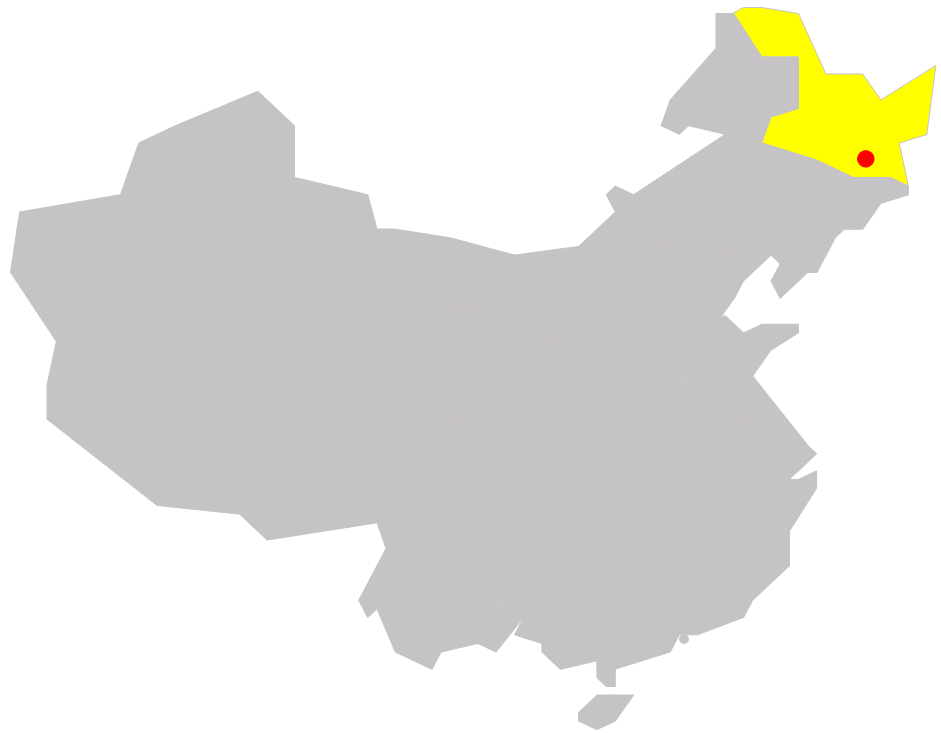
Localização de Mudanjiang